# 缅甸—委内瑞拉关系
缅甸—委内瑞拉关系是指缅甸与委内瑞拉之间的双边关系。两国目前建有正式外交关系，委内瑞拉驻越南大使简驻缅甸。

## 历史
2019年7月29日，在委內瑞拉總統與議長地位危機期间，缅甸驻联合国代表加入一份致秘书长安东尼奥·古特雷斯的联合声明，表明支持尼古拉斯·马杜罗政府。

## 外交使团
委内瑞拉在越南还设有驻缅甸大使馆。